# Rudolf Adam von Hackelberg-Landau
Rudolf Adam von Hackelberg-Landau (8. září 1827 Vídeň – 2. června 1903 Vídeň) byl rakouský šlechtic a politik ze Štýrska, v 2. polovině 19. století poslanec Říšské rady.

## Biografie
Pocházel z šlechtického rodu Hackelberg und Landau. Patřilo mu panství Großpertholz, Kehrbach a Reichenau. V roce 1852 byl povýšen na c. k. komořího.
Byl aktivní i politicky. 31. ledna 1867 byl zvolen na Štýrský zemský sněm za kurii velkostatkářskou. Zemský sněm ho 23. dubna 1867 zvolil i do Říšské rady (tehdy ještě volené nepřímo) za kurii velkostatkářskou ve Štýrsku. Opětovně byl zemským sněmem do Říšské rady delegován i v roce 1870 (19. září 1870 složil slib) a 1871. Uspěl i v prvních přímých volbách do Říšské rady roku 1873 za kurii velkostatkářskou ve Štýrsku. Mandát zde obhájil i ve volbách roku 1879, volbách roku 1885, volbách roku 1891, volbách roku 1897 a volbách roku 1903. Poslancem byl až do své smrti roku 1903 (tedy nepřetržitě 36 let). Pak ho nahradil Carl Lamberg.
V zákonodárných sborech byl členem bloku ústavověrných, konkrétně jako šlechtic patřil k provídeňsky orientované Straně ústavověrného velkostatku. Po volbách v roce 1873 se uvádí coby jeden z 67 členů staroliberálního Klubu levice, vedeného Eduardem Herbstem. Rovněž po dalších volbách se v říjnu 1879 uvádí jako člen staroněmeckého Klubu liberálů (Club der Liberalen) na Říšské radě. Od roku 1881 patřil do klubu Sjednocené levice, do kterého se spojilo několik ústavověrných proudů německých liberálů. Za tento klub byl do parlamentu zvolen i ve volbách roku 1885. Po rozpadu Sjednocené levice přešel do frakce Německorakouský klub. V roce 1890 se uvádí jako poslanec obnoveného klubu německých liberálů, nyní oficiálně nazývaného Sjednocená německá levice. I ve volbách roku 1891 byl na Říšskou radu zvolen za klub Sjednocené německé levice.
Národní listy ho v nekrologu označily za přesvědčeného německého centralistu. Když se koncem 19. století řešila v parlamentu Badeniho jazyková nařízení a byl tázán novináři, zda jde o křivdu pro Němce nebo naplnění práva pro Čechy, odpověděl: „Právo sem, právo tam – nejde o žádné právo, nýbrž o nadpráví Němců.“ V soukromí ale prý byl i podle českého tisku nadmíru svědomitým poslancem, člověkem nadmíru milým a znamenitým humoristou. Když byla roku 1883 otevřena nová budova Říšské rady ve Vídni, prošel se před velkým davem přihlížejících po kobercích v jedné z hlavních síní po rukách, aby ukázal, že v novém parlamentu bude možno chodit po hlavě.
Zemřel v červnu 1903.